# Coasteering

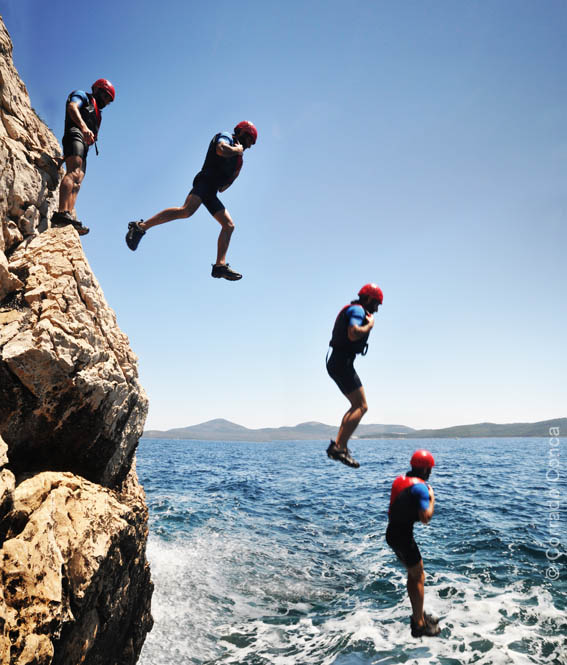
Coasteering en Cerdeña

El coasteering, también conocido como coastering, es un deporte de aventura que consiste en realizar un recorrido costero combinando senderismo, saltos de altura al agua, exploración de cuevas terrestres, buceo, escalada de travesía, rápel y puente de cuerda entre otras.  Se considera una modalidad del senderismo.

## Historia
La primera mención a esta modalidad deportiva se remonta a 1973 en el libro Sea Cliff Climbing y posteriormente fue popularizada en la década de 1990 en la costa de Pembrokeshire, Gales. 